# East Broadway (metropolitana di New York)
East Broadway è una fermata della metropolitana di New York situata sulla linea IND Sixth Avenue. Nel 2019 è stata utilizzata da 4 460 330 passeggeri. È servita dalla linea F, attiva 24 ore su 24.

## Storia
La stazione fu aperta il 1º gennaio 1936. È stata ristrutturata tra il 2020 e il 2021.

## Strutture e impianti
La stazione è sotterranea, ha una banchina ad isola e due binari ed è posta al di sotto di Essex Street. La stazione venne costruita prevedendo l'interscambio con la futura linea Worth Street dell'Independent Subway System, che tuttavia non fu mai realizzata; di conseguenza, la stazione ha due mezzanini, quello superiore ospita i tornelli mentre quello inferiore le scale per le banchine e originariamente avrebbe dovuto essere la sede delle banchine e dei binari della linea Worth Street. La stazione ha tre ingressi, uno all'incrocio con Canal Street e due all'incrocio con East Broadway.

## Interscambi
La stazione è servita da alcune autolinee gestite da NYCT Bus.
- Fermata autobus